# Dürener Turnverein 1847 2020-2021
Questa voce raccoglie le informazioni riguardanti il Dürener Turnverein 1847 nelle competizioni ufficiali della stagione 2020-2021.

## Organigramma societario
Area direttiva
- Presidente: Rüdiger Hein

Area tecnica
- Allenatore: Stefan Falter, Rafał Murczkiewicz
- Allenatore in seconda: Björn-Arne Alber
- Assistente allenatore: Michael Andrei, Helmut Schmitz, Jaromir Zachrich
- Scoutman: Kai Niklaus

Area sanitaria
- Medico: Stefan Lukowsky
- Fisioterapista: Oliver Francke, Dagmar Kondziella, Jonas Runge, Anja Zehbe

## Rosa
| N° | Nome               | Ruolo | Data di nascita  | Nazionalità sportiva |
| -- | ------------------ | ----- | ---------------- | -------------------- |
| 1  | Ivan Batanov       | L     | 25 aprile 2000   | Germania             |
| 3  | Tim Broshog        | C     | 2 dicembre 1987  | Germania             |
| 5  | Philipp Schumann   | O     | 2 maggio 1993    | Germania             |
| 6  | Blair Bann         | L     | 26 febbraio 1988 | Canada               |
| 7  | Craig Ireland      | S     | 22 ottobre 1997  | Canada               |
| 8  | Björn Andrae       | S     | 14 maggio 1981   | Germania             |
| 9  | Marcin Ernastowicz | S     | 31 luglio 1997   | Polonia              |
| 10 | Tobias Brand       | S     | 9 luglio 1998    | Germania             |
| 11 | Michael Andrei     | C     | 6 agosto 1985    | Germania             |
| 12 | Eric Burggräf      | P     | 10 marzo 1999    | Germania             |
| 13 | Sebastián Gevert   | O     | 23 giugno 1988   | Cile                 |
| 14 | Lucas Van Berkel   | C     | 29 novembre 1991 | Canada               |
| 17 | Tomáš Kocian       | P     | 27 marzo 1988    | Germania             |
| 18 | Jordan Deshane     | C     | 3 settembre 1997 | Canada               |

## Statistiche

### Statistiche di squadra
| Competizione      | Punti | In casa | In casa | In casa | In trasferta | In trasferta | In trasferta | Totale | Totale | Totale |
| Competizione      | Punti | G       | V       | P       | G            | V            | P            | G      | V      | P      |
| ----------------- | ----- | ------- | ------- | ------- | ------------ | ------------ | ------------ | ------ | ------ | ------ |
| 1. Bundesliga     | 49    | 13      | 11      | 2       | 12           | 8            | 4            | 25     | 19     | 6      |
| Coppa di Germania | -     | 0       | 0       | 0       | 1            | 0            | 1            | 1      | 0      | 1      |
| Totale            | -     | 13      | 11      | 2       | 13           | 8            | 5            | 26     | 19     | 7      |

G = partite giocate; V = partite vinte; P = partite perse

### Statistiche dei giocatori
| Giocatore      | 1. Bundesliga | 1. Bundesliga | 1. Bundesliga | 1. Bundesliga | 1. Bundesliga | Coppa di Germania | Coppa di Germania | Coppa di Germania | Coppa di Germania | Coppa di Germania | Totale | Totale | Totale | Totale | Totale |
| Giocatore      | P             | PT            | AV            | MV            | BV            | P                 | PT                | AV                | MV                | BV                | P      | PT     | AV     | MV     | BV     |
| -------------- | ------------- | ------------- | ------------- | ------------- | ------------- | ----------------- | ----------------- | ----------------- | ----------------- | ----------------- | ------ | ------ | ------ | ------ | ------ |
| B. Andrae      | 19            | 147           | 131           | 12            | 4             | 1                 | 4                 | 4                 | 0                 | 0                 | 20     | 151    | 135    | 12     | 4      |
| M. Andrei      | 14            | 78            | 53            | 23            | 2             | 0                 | 0                 | 0                 | 0                 | 0                 | 14     | 78     | 53     | 23     | 2      |
| B. Bann        | 16            | 0             | 0             | 0             | 0             | 1                 | 0                 | 0                 | 0                 | 0                 | 17     | 0      | 0      | 0      | 0      |
| I. Batanov     | 13            | 0             | 0             | 0             | 0             | 0                 | 0                 | 0                 | 0                 | 0                 | 13     | 0      | 0      | 0      | 0      |
| T. Brand       | 22            | 258           | 221           | 25            | 12            | 1                 | 18                | 12                | 4                 | 2                 | 23     | 276    | 233    | 29     | 14     |
| T. Broshog     | 20            | 142           | 77            | 53            | 11            | 1                 | 14                | 9                 | 4                 | 1                 | 21     | 156    | 86     | 57     | 12     |
| E. Burggräf    | 25            | 21            | 7             | 3             | 11            | 1                 | 0                 | 0                 | 0                 | 0                 | 26     | 21     | 7      | 3      | 11     |
| J. Deshane     | 9             | 18            | 15            | 1             | 2             | 1                 | 0                 | 0                 | 0                 | 0                 | 10     | 18     | 15     | 1      | 2      |
| M. Ernastowicz | 24            | 199           | 157           | 21            | 21            | 1                 | 3                 | 3                 | 0                 | 0                 | 25     | 202    | 160    | 21     | 21     |
| S. Gevert      | 24            | 408           | 339           | 16            | 53            | 1                 | 20                | 15                | 2                 | 3                 | 25     | 428    | 354    | 18     | 56     |
| C. Ireland     | 14            | 35            | 27            | 5             | 3             | 1                 | 8                 | 5                 | 2                 | 1                 | 15     | 43     | 32     | 7      | 4      |
| T. Kocian      | 22            | 35            | 16            | 12            | 7             | 1                 | 3                 | 1                 | 1                 | 1                 | 23     | 38     | 17     | 13     | 8      |
| P. Schumann    | 19            | 46            | 40            | 2             | 4             | 1                 | 1                 | 1                 | 0                 | 0                 | 20     | 47     | 41     | 2      | 4      |
| L. Van Berkel  | 22            | 157           | 117           | 36            | 4             | 1                 | 8                 | 7                 | 1                 | 0                 | 23     | 165    | 124    | 37     | 4      |

P = presenze; PT = punti totali; AV = attacchi vincenti; MV = muri vincenti; BV = battute vincenti